# 21861 Maryhedberg
21861 Maryhedberg è un asteroide della fascia principale. Scoperto nel 1999, presenta un'orbita caratterizzata da un semiasse maggiore pari a 2,9651827 UA e da un'eccentricità di 0,0430003, inclinata di 9,45458° rispetto all'eclittica.